# Acqui Unione Sportiva 1930-1931
Questa pagina raccoglie i dati riguardanti l'Acqui Unione Sportiva nelle competizioni ufficiali della stagione 1930-1931.

## Rosa
Fonte:
| N. |                   | Ruolo | Calciatore            |
| -- | ----------------- | ----- | --------------------- |
|    | Italia (bandiera) | C     | Ettore Ansaldo        |
|    | Italia (bandiera) | C     | Giuseppe Bergamino    |
|    | Italia (bandiera) | C     | Giovanni Carati       |
|    | Italia (bandiera) | D     | Carlo Galizia (I)     |
|    | Italia (bandiera) | A     | Pietro Galizia (II)   |
|    | Italia (bandiera) | A     | Armando Giacobbe (II) |

| N. |                   | Ruolo | Calciatore             |
| -- | ----------------- | ----- | ---------------------- |
|    | Italia (bandiera) | A     | Cesare Olivini         |
|    | Italia (bandiera) | A     | Peruzzo                |
|    | Italia (bandiera) | A     | Ramazzotti             |
|    | Italia (bandiera) | P     | Lorenzo Torello        |
|    | Italia (bandiera) | D     | Francesco Sobrero (II) |